# Xã Battle Creek, Quận Lincoln, Kansas
Xã Battle Creek (tiếng Anh: Battle Creek Township) là một xã thuộc quận Lincoln, tiểu bang Kansas, Hoa Kỳ. Năm 2010, dân số của xã này là 35 người.